# Dik Browne
Richard Arthur Allan Browne, conosciuto con pseudonimo Dik Browne (New York, 11 agosto 1917 – Sarasota, 4 giugno 1989), è stato un fumettista e illustratore statunitense.
Le sue opere più conosciute sono Hagar l'Orribile e Hi and Lois.

## Biografia
Browne frequentò la Cooper Union e iniziò a lavorare al New York Journal-American. Arruolato nell'esercito creò il fumetto "Jinny Jeep" sul corpo militare femminile. Negli anni quaranta lavorò come illustratore per il periodico Newsweek e per alcune agenzie pubblicitarie. In questo periodo creò il logo commerciale della United Fruit Company, la "banana chiquita".
Nel 1954 creò insieme a Mort Walker il fumetto Hi and Lois: Walker si occupava di scrivere la storia e Browne di disegnarla.
Nel 1973 Browne creò Hagar l'Orribile ottenendo grande successo. Alla sua morte la striscia venne proseguita dal figlio Chris.

## Premi e riconoscimenti
Browne venne premiato per i suoi lavori dalla National Cartoonists Society, ricevendo lo Humor Comics Strip Award sia per Hi and Lois (nel 1959, 1960, 1972 e 1977) che per Hagar l'Orribile (nel 1984 e nel 1986).